# Коњички спорт
Коњички спорт су разне врсте активности човека и коња у облику манифестација те спортске гране.

## Историјски развој
Припитомљавање коња узгајањем појавило се у примитивним људским заједницама пре почетка III. миленијума. Oкo 1700. године коњске запреге познате су у свим земљама Блиског и Средњег истока. У Европи се припитомљени коњи појављују у бронзано доба, најпре у средњој Македонији.
Најстарији археолошки налаз са ликом коња је надгробни споменик из Микене 1550. п. н. е. Хомер описује у Илијади (23 књига) коњске трке са високим наградама за победника. Изгледа да су Грци употребљавали коње за вучу борних кола, а тек онда за јахање.
Ксенофонт (V. век п. н. е.) је написао прво стручно дело о узгајању коња и јахању (Περί ίππιχής). Може се рећи да је коњ античким Грцима много више служио за ратне походе и за разна такмичења него за пољопривреду или саобраћај. У многим грчким градовима постојали су хиподроми, од којих су многи могли примити на десетине хиљада гледалаца. Најпознатији од њих био је хиподром у Константинопољу 203—330, делимично сачуван, могао је да прими 80.000 гледалаца.
Код старих народа Асираца, Вавилонаца, Грка, Римљана и др. одржавале су се и биле врло омиљене трке борних двоколица са двопрегом (лат. biga) и четворопрегом (лат. qvadriga). На Олимпијским играма у Грчкој 680. п. н. е. одржане су први пут трке борних двоколица са четворопрегом, а 648. п. н. е. трке јашућих коња.
Употребом седла и узенгија јахање добија се све већи замах и све се више практикује. Коњица постаје главна ударна снага свих војска, па се јахање све више цени. Поседовање коња важило је увек као знак релативног богатства. У средњем веку у Европи јахање је привилегија племства везана за витешке турнире и каруселе. Градско становништво ретко се служило јахањем у рату и лову.
Стварање система у обуци јахања тече веома споро. Прва европска школа јахања основана је почетком XVI века у Напуљу. Нешто касније основане су сличне школе у Версају, Мадриду и Бечу. Све ове школе бавиле су се углавном дресуром коња, а тек у XVII веку, школе јахања у Француској почињу са систематском обуком јахача. Коњске трке су старије од тих школа, па се узима да су прве коњске трке одржане у Енглеској 1174, у Француској 1370, а у Немачкој 1448.

## Историјски развој у југословенским земљама
У средњем веку било је појава коњичког спорта у виду разних витешких турнира. У народу су се поред коњских трка, почев од ратова са Турцима неговале игре са коњима (алка, џилит, штеховање).
У новије време прве организовање коњичке трке одржане су у Србији око 1820. Године 1892. донет је Закон о помагању стрељачких и гимнастичарских и пет кола јахача у Краљевини Србији. Прво од тих кола Дриносавско коло јахача основано је у Шапцу 1888. У Хрватској, Босни и Војводини било је коњичких организација у местима са коњичким гарнизонима, а после 1918. оснивају се у Загребу, Вараждину, Винковцима и Осијеку локална кола Јахача. У Љутомеру у Словенији, постојала је од 1785, Диркално друштво, са основним задатком да ради на унапређењу касачких коња. Систем обуке у вештини окуке почео се развијати после оснивања друштва за унапређење коњичког спорта. Таква друштва су основана у Београду 1833.. у Загребу и Новом Саду 1934, Сомбору 1935, а сва ова су 1938 уједињена у Југословенски јахачки савез. После ослобођења основан је 26. фебруара 1949 у Београду Савез за коњички спорт Југославије. Сачињавали су га коњички савези република и покрајина, са око 80 основних коњичких организација — клубова, друштава и секција.

## Историјски развој у Србији
Најстарија ергела у Србији је Ергела Љубичево, основана 1858. године. Од 1964. године у ергели се одржавају Љубичевске коњичке игре.

## Дисциплине

### Коњичке трке

#### Касачке трке
Трке касача се деле у две категорије:
- Касачке трке у сулкама: возач седи на сулкама које вуче коњ.
- Касачке трке монте: коњаник (џокеј) седи на леђима свог коња.

У касачким тркама коњ треба да каса што је брже могуће и стигне на циљ без преласка у галоп. Ако коњ пређе у галоп, коњ и возач-џокеј се дисквалификује. Касачке трке се разликују по дужини и по узрасту коња.

#### Галопске трке
Трке галопера се деле у две категорије:
- Трке на равној стази: дужина стазе износи 800 до 4 000 метара. Класична дистанца износи 2 400 метара, а значајна је и историјска трка на једну енглеску миљу (1609 метара).
- Трка преко препрека: дужина стазе је између 2 800 и 6 500 метара. Тркачке стазе могу бити са препрекама у облику живица (све препреке су идентичне), стиплчез (на стази су бар четири различита типа препрека), или кроскантри (природне препреке, најдуже стазе).

#### Групне трке
У групним тркама учествују најбоља међународна ждребад и пастуви. Кастрираним коњима у правилу није дозвољено да се такмиче. Ове трке се деле у групе, при чему је Група I најбоља категорија.

### Коњички спортови
Коњички спорт обухвата све дисциплине спортова са коњима. Постоји још много врста коњичких дисциплина које се практикују у свету, неке од њих регулише Међународна коњичка федерација (FEI), док друге имају само локални значај.
Међународна коњичка федерација организује међународна такмичења у седам дисциплина које су најпопуларније у свету:
- Вожња запрега: у овој дисциплини коњи вуку запрегу на којој седи возач.
- Коњички вишебој: састоји се од комбинације дресаже, прескакања препрека и кроскантри трке.
- Дресура: коњ и јахач треба да хармонично прикажу низ коњских покрета и корака, који ће деловати спонтано, вешто и без очигледног уплива јахача.
- Коњичке трке издржљивости: коњи се тестирају на стазама дужине до 160 км.
- Дисциплина вестерн: састоји се у томе да јахач треба да управља коњем онако како су то радили каубоји на Америчком западу.
- Прескакање препрека: коњи и јахачи прескачу мобилне баријере. Атрактивност ове дисциплине је допринела да ово буде најзаступљенији коњички спорт у свету.
- Акробатика на коњу: то је спорт који комбинује јахање, гимнастику и акробације. Док коњ каса у круг, спортиста на њему изводи гимнастички програм.

## Коњички спорт на Летњим олимпијским играма
Коњички спорт имао је свој деби на Летњим олимпијским играма 1900. године у Паризу. Затим га није било у програму такмичења све до 1912. године, а од тада је у програму сваких Игара. На Олимпијским играма организују се такмичења у следећим дисциплинама коњичког спорта: прескакање препрека, дресура и коњички вишебој. Све три дисциплине се организују у појединачној и екипној конкуренцији. Жене и мушкарци надмећу се заједно на равноправним основама.
Једна од дисциплина модерног петобоја је кроскантри трка на 3000 метара. Коњичке дисциплине и модерни петобој су такође једине олимпијске дисциплине у којима учествују животиње. Коњ се сматра атлетом исто колико и јахач.

### Историјат
Коњичке дисциплине први пут су одржане на Олимпијским играма у Паризу 1900. године, иако нису садржале ниједну од дисциплина које се одржавају данас. Постојала су 4 различите олимпијске дисциплине. У такмичењу у полоу учествовала су 4 тима играча из Британије, Француске, Мексика, Шпаније и Сједињених Држава.
За Велику награду (Grand Prix) у прескакању препрека, које је било слично данашњем прескакању препрека, било је пријављено 45 такмичара, од који је само 37 учествовало у такмичењу, а медаље су освојили јахачи из Белгије (злато и сребро) и Француске (бронза) . У дисциплинама скока у вис прво место поделили су Француз Доминик Гардер на Канели и Италијан Ђан Ђорђо Трисино на Оресту са истоветним резултатом од 1.85 метара, док је бронзу освојио Констан Лангндонк чији је коњ, Екстра Драј (Extra Dry), прескочио 1.70 метара. Белгијанац и његов коњ успели су да узму злато у скоку у даљ са дужином од 6.10 метара, Тисино и Орест били су сребрни са 5.70 метара, а Белгард из Француске на свом коњу Тола освојио је бронзу резултатом 5.30 метара.

### Повратак коњичких дисциплина
Коњичке дисциплине изостављене су са Олимпијских игара 1904. године, а свој повратак дугују грофу Кларенсу фон Росену, краљевском коњушару шведског краља. Године 1906, Међународни олимпијски комитет прихватио је његов предлог да се прескакање препрека, дресура и коњички вишебој уврсте у програм Олимпијских игара у Лондону 1908. године; међутим, услед извесних тешкоћа, оне су почеле да се одржавају тек 1912. године, а у Лондону је одржано само такмичење у полоу. Ове три дисциплине остале су у програму Олимпијских игара све до данас.

### Српски представници у коњичким спортовима на Олимпијским играма
Земље претходнице имале су свега два учешћа на Олимпијским играма у коњичким дисциплинама.
На олимпијским играма 1924. године у Паризу, Југославија је имала једног представника, Владимира (Валдемара) Сеунига (1887-1976) родом из Словеније, који се такмичио у дисциплини дресуре. Сеуниг је заузео последње место од 24 такмичара.
После пуних 60 година, Југославија је по други пут имала представнике у овом спорту на Олимпијским играма у Лос Анђелесу 1984. године. То су били Алојз Лах, Душан Мавец и Стојан Модерц који су 1983. године на Европском првенству освојили шесто место у дресури. На Играма у Лос Анђелесу као екипа били су претпоследњи заузевши 10. место, а појединачно нико од њих није ушао у финале.
Као самостална држава, Србија није имала представника на Олимпијским играма у коњичким дисциплинама.